# 卡里 (緬因州)
卡里（英語：Cary）是位於美國緬因州阿魯斯圖克縣的一個未組織地區。

## 地方資料
卡里的面積為48.60平方千米，當中陸地面積為48.60平方千米，而水域面積為0.00平方千米。根據2010年美國人口普查的數據，當地共有人口218人，而人口密度為每平方千米4.49人。